# Estefanía Torres Martínez
Estefanía Torres, née le 27 avril 1982 à Cudillero, est une femme politique espagnole membre de Podemos. Elle devient députée européenne en mars 2015 en remplacement de Pablo Echenique-Robba.